# Rogersville (Tennessee)
Rogersville és una població dels Estats Units a l'estat de Tennessee. Segons el cens del 2005 tenia 5.100 habitants.

## Demografia
Segons el cens del 2000, Rogersville tenia 4.240 habitants, 2.060 habitatges, i 1.155 famílies. La densitat de població era de 493,1 habitants/km².
Dels 2.060 habitatges en un 21% hi vivien nens de menys de 18 anys, en un 38,9% hi vivien parelles casades, en un 14,2% dones solteres, i en un 43,9% no eren unitats familiars. En el 40,9% dels habitatges hi vivien persones soles el 21,1% de les quals corresponia a persones de 65 anys o més que vivien soles. El nombre mitjà de persones vivint en cada habitatge era d'1,97 i el nombre mitjà de persones que vivien en cada família era de 2,63.
Per edats la població es repartia de la següent manera: un 17,8% tenia menys de 18 anys, un 8% entre 18 i 24, un 23,2% entre 25 i 44, un 24,8% de 45 a 60 i un 26,2% 65 anys o més.
L'edat mediana era de 46 anys. Per cada 100 dones de 18 o més anys hi havia 72,1 homes.
La renda mediana per habitatge era de 23.275$ i la renda mediana per família de 32.236$. Els homes tenien una renda mediana de 30.226$ mentre que les dones 22.482$. La renda per capita de la població era de 16.940$. Entorn del 14,9% de les famílies i el 21% de la població estaven per davall del llindar de pobresa.

## Poblacions més properes
El següent diagrama mostra les poblacions més properes.